# ファーバーカステル

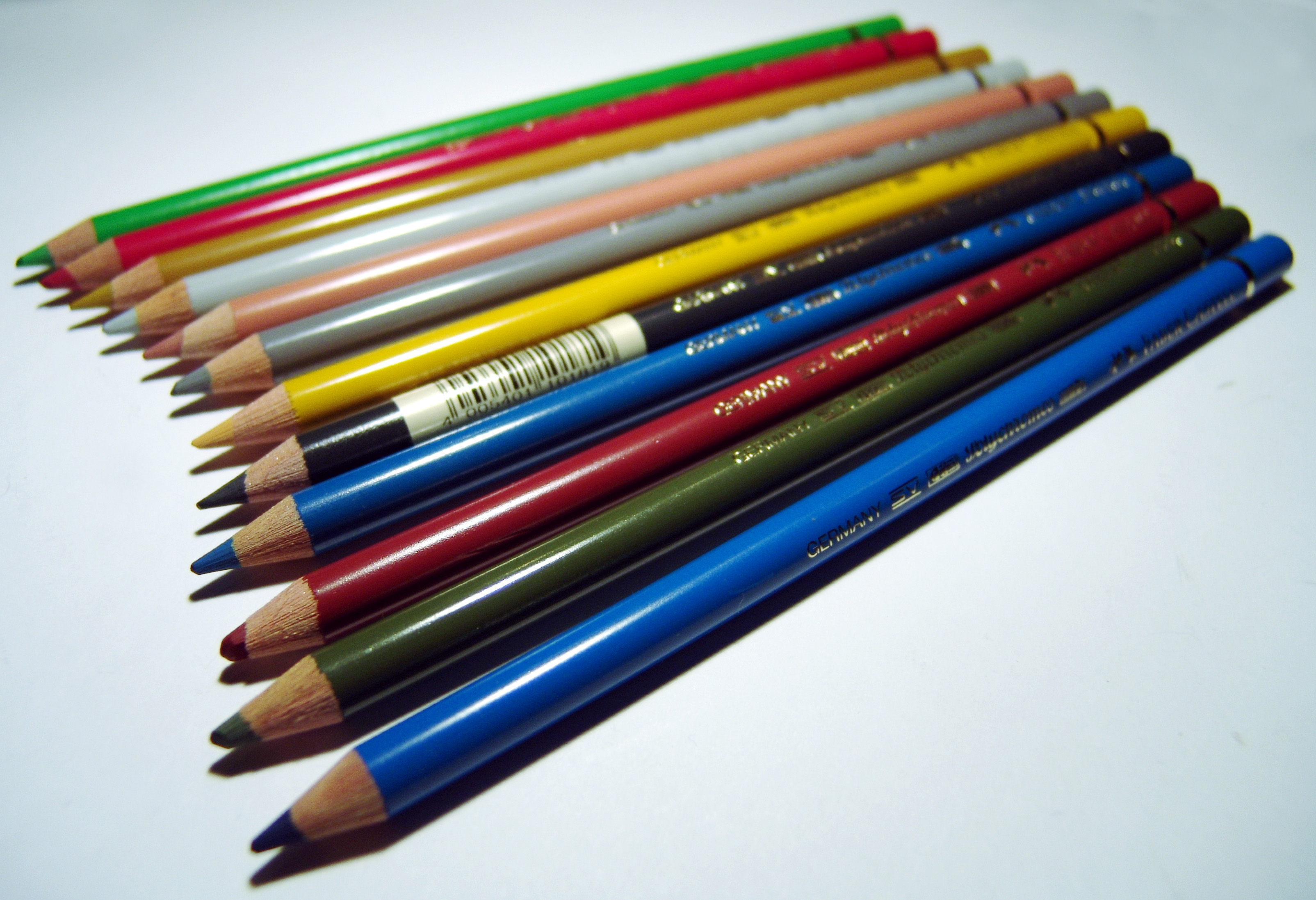
色鉛筆

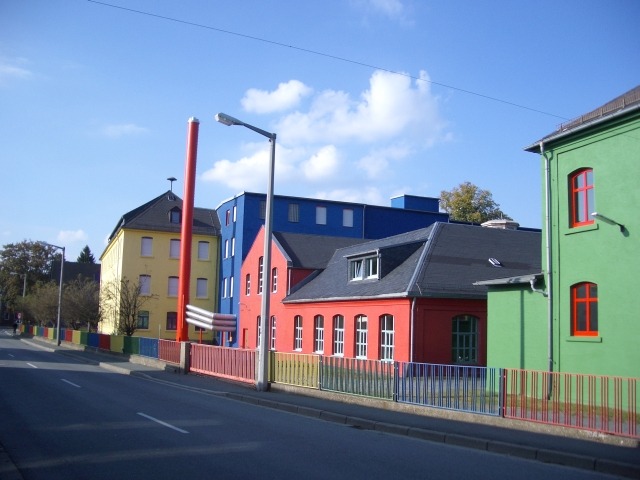
ゲロルツグリュンにあるファーバーカステルの工場

ファーバーカステル (Faber-Castell) はドイツの筆記具ブランド。特に、色鉛筆においては世界屈指のブランドで知られる。ファーバー＝カステル家の経営下にある。

## 歴史
1761年にニュルンベルク近郊の町Steinでカスパー・ファーバー（Kaspar Faber）が鉛筆の製造を行った事に始まる。
1851年、後継者ローター・フォン・ファーバー（Lothar von Faber）が鉛筆の長さ・太さ・硬度の基準を作成（いわゆる六角形デザインの鉛筆）。この基準は150年以上経った今でも世界中で使われている。
事業の成功で1881年にバイエルン王国から男爵の爵位を授与される。ローターの跡を継いだ長男ウィルヘルムと孫息子たちが早世し、孫娘のオッテリーが後継者となった。オッテリーは1898年にアレグザンダー・ツー・カステル=リューデンハウゼン伯爵と結婚し、アレグザンダーが当主となる。ローターがファーバーの名を残すことを遺言していたため、家名をファーバーカステル伯爵家と改め、社名も変更された。ただし二人は1916年に離婚し、それぞれ再婚したが、アレグザンダーは社の経営を続けた。その死後に経営権と爵位を継いだのは二人の息子のローラントである。現在もファーバーカステル伯爵家が経営を続けている。
1905年にはアレグザンダーがカステル9000番（CASTELL 9000）を発売。このカステル9000番は、世界的に有名な鉛筆の一つである。
現在では世界に18のセールスオフィスと15の工場を持ち、従業員5500人が働く国際規模の企業になっている。また、木軸ペンシルは年間18億本以上生産されている。
日本国内ではシヤチハタ、バニーコルアート、DKSHジャパンが取扱代理店となっており、直営店（ファーバーカステル 東京ミッドタウン）やオンラインショップはDKSHジャパンが運営している。

### 画像

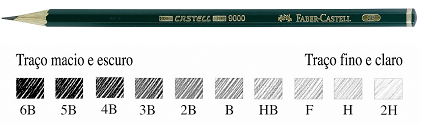
カステル9000番鉛筆
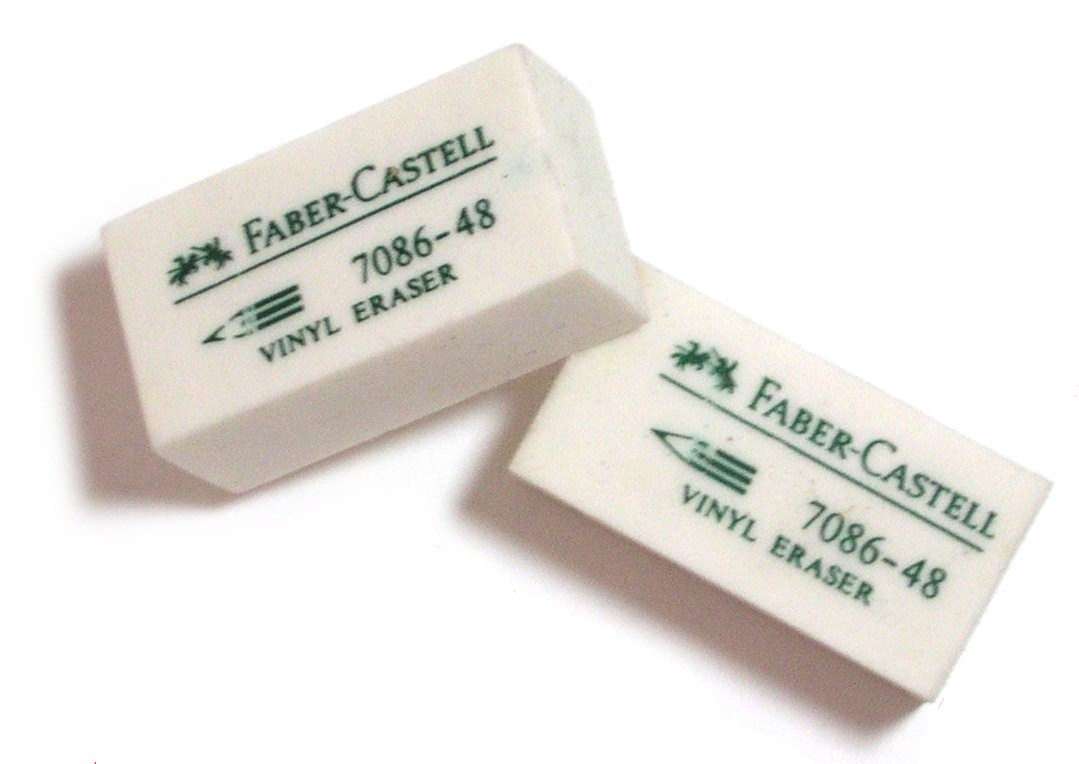
消しゴム
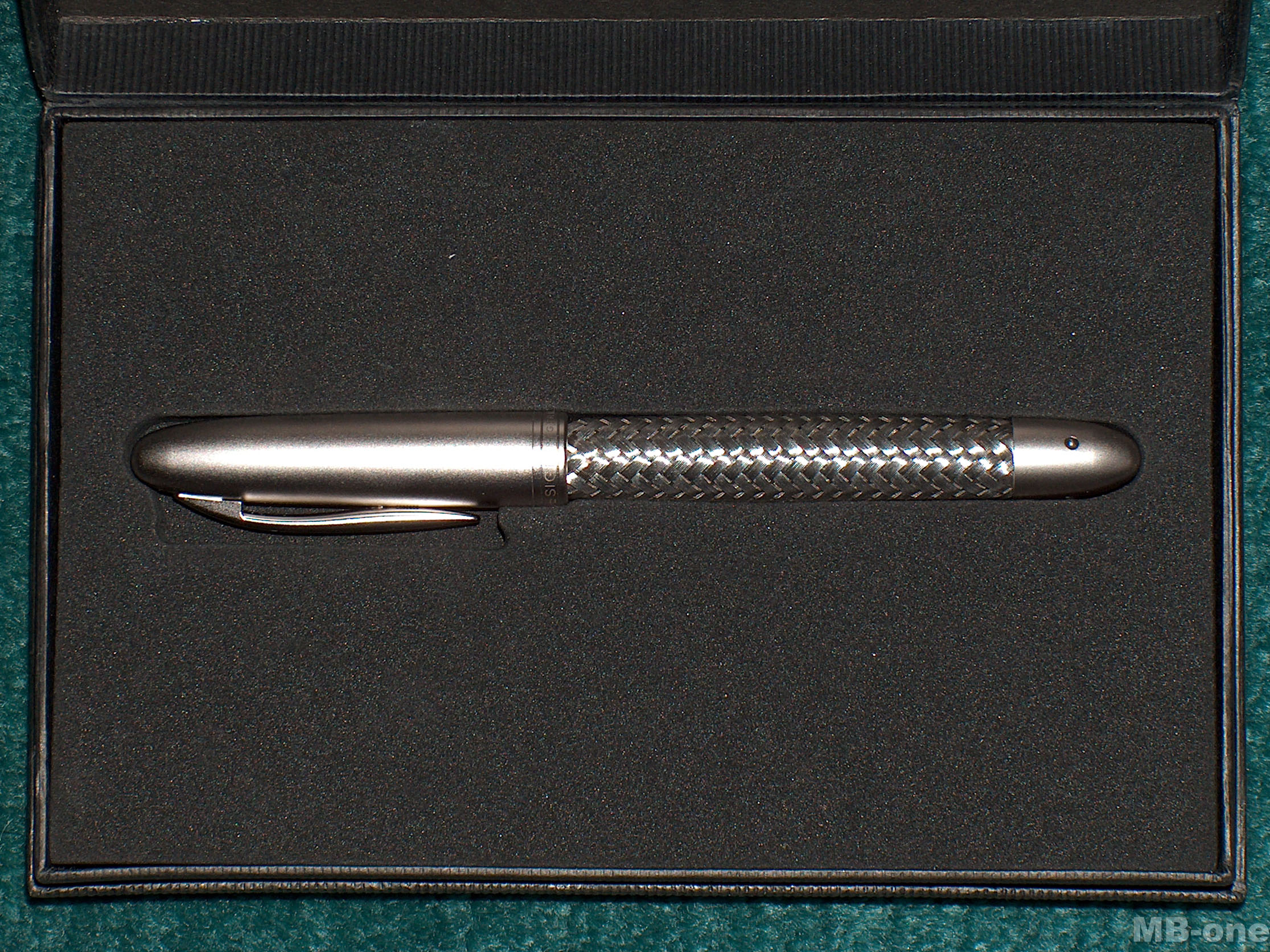
ポルシェデザイン